# Saltstraumen
Saltstraumen là một eo biển nhỏ với dòng triều rất mạnh nằm trong khu tự quản đô thị của quận Bodø trong Nordland, Na Uy. Nó nằm khoảng 10 km (6,2 dặm) về phía đông nam của thị trấn Bodø. Kênh hẹp nối Saltfjorden bên ngoài đến Skjerstadfjorden lớn giữa các đảo Straumøya và Knaplundsøya. Cầu Saltstraumen trên Norwegian County Road 17 đi qua Saltstraumen.

## Dòng chảy
Saltstraumen có dòng triều mạnh nhất trên thế giới. Lên đến 400.000.000 mét khối (520.000.000 yd) nước biển thông qua eo biển dài 3 km (1,9 mi) và rộng 150 mét (490 ft) mỗi sáu giờ, với tốc độ nước đạt 22 hải lý (41 km/h; 25 mph). Xoáy được gọi là nước xoáy hoặc maelstrom đường kính lên đến 10 mét (33 ft) và chiều sâu 5 mét (16 ft) được hình thành khi dòng chảy đạt độ mạnh nhất của nó. Saltstraumen đã tồn tại khoảng từ hai đến ba ngàn năm. Trước đó, khu vực này khác nhau do sự phục hồi sau băng. Dòng chảy được tạo ra khi thủy triều cố gắng để lấp đầy Skjerstadfjorden. Sự khác biệt giữa chiều cao mực nước biển và vịnh hẹp bên trong có thể lên đến 1 mét (3 ft 3 in). Khi dòng chảy quay lại, có một khoảng thời gian khi eo biển này tàu bè có thể đi được.

Saltstraumen
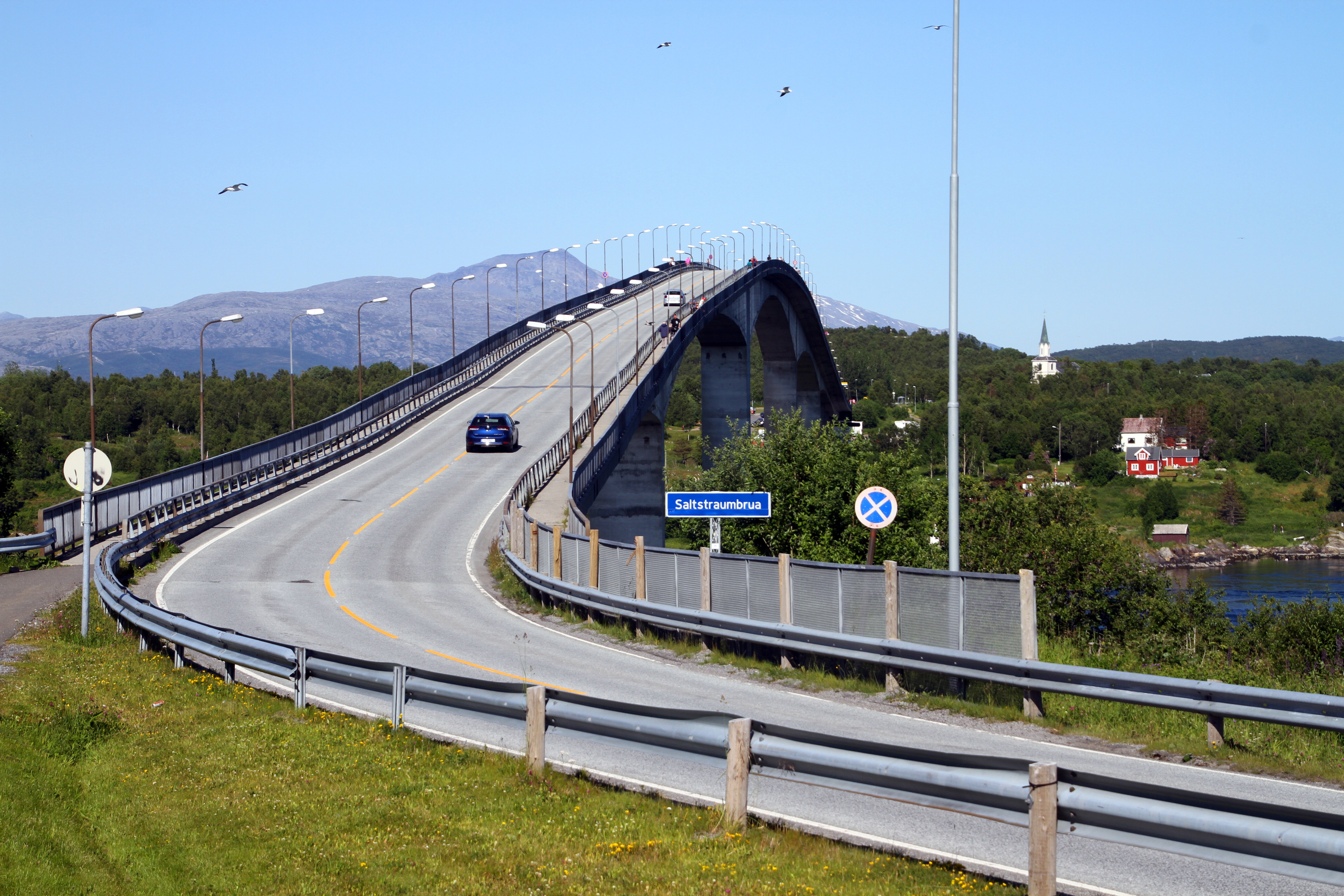
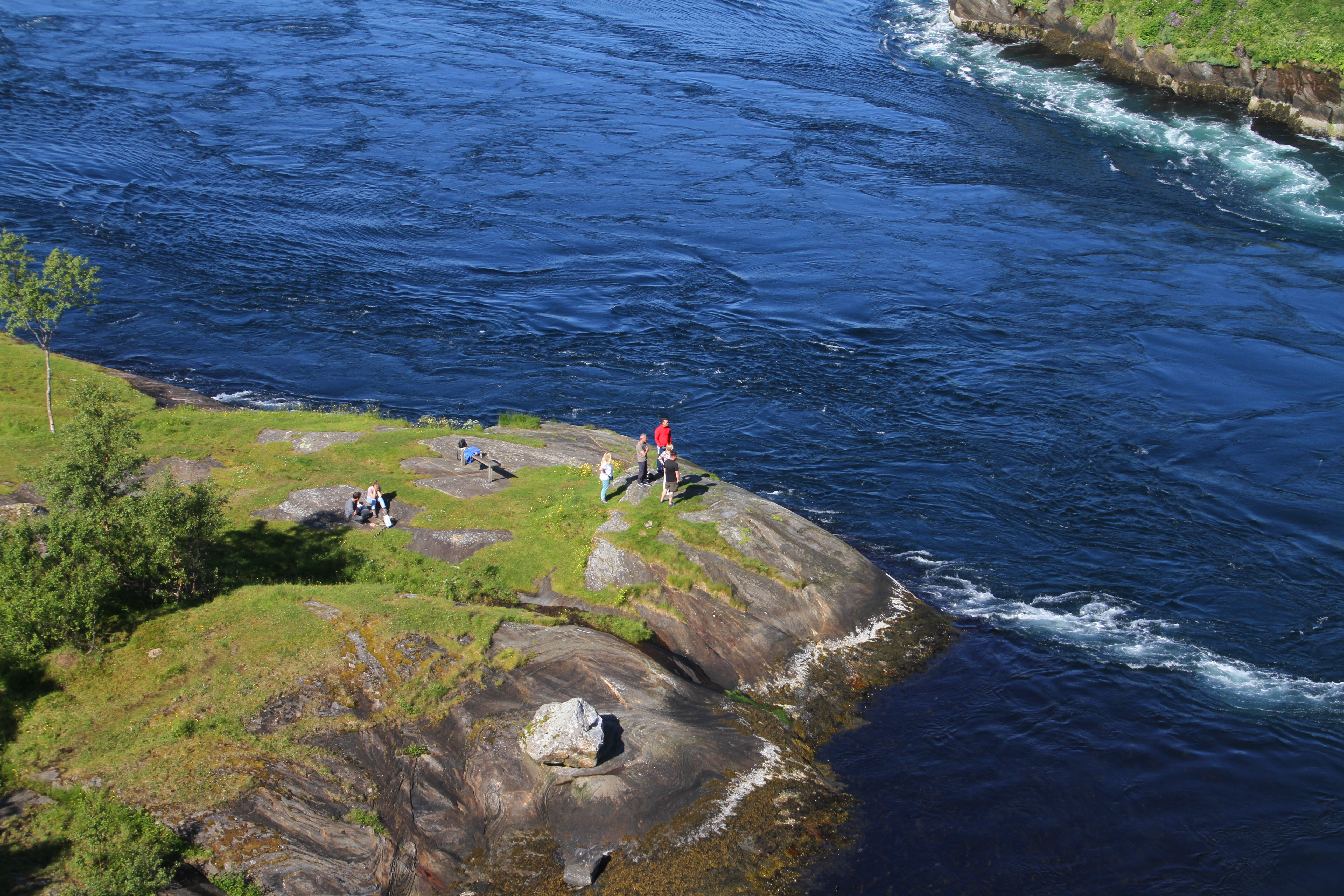
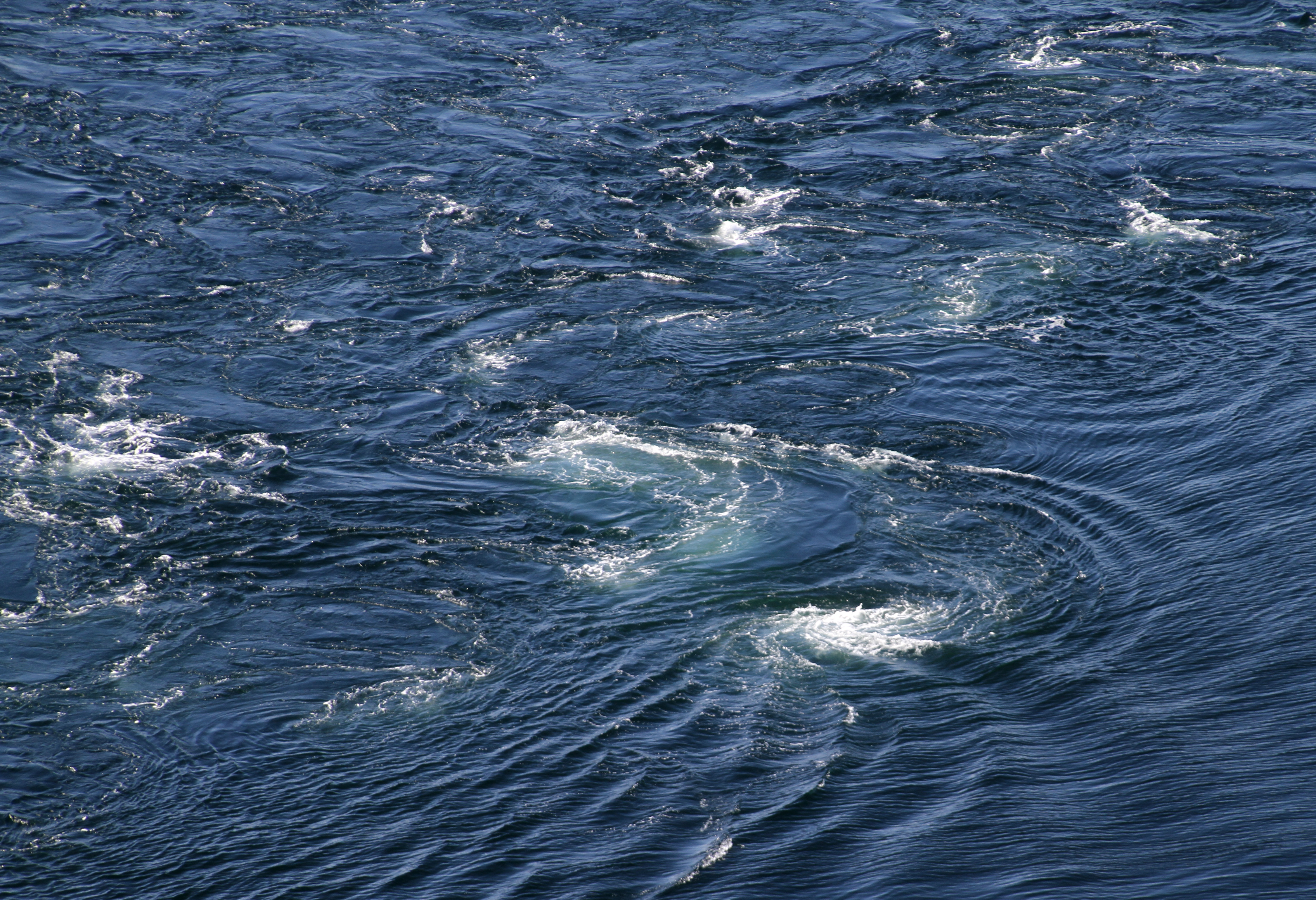
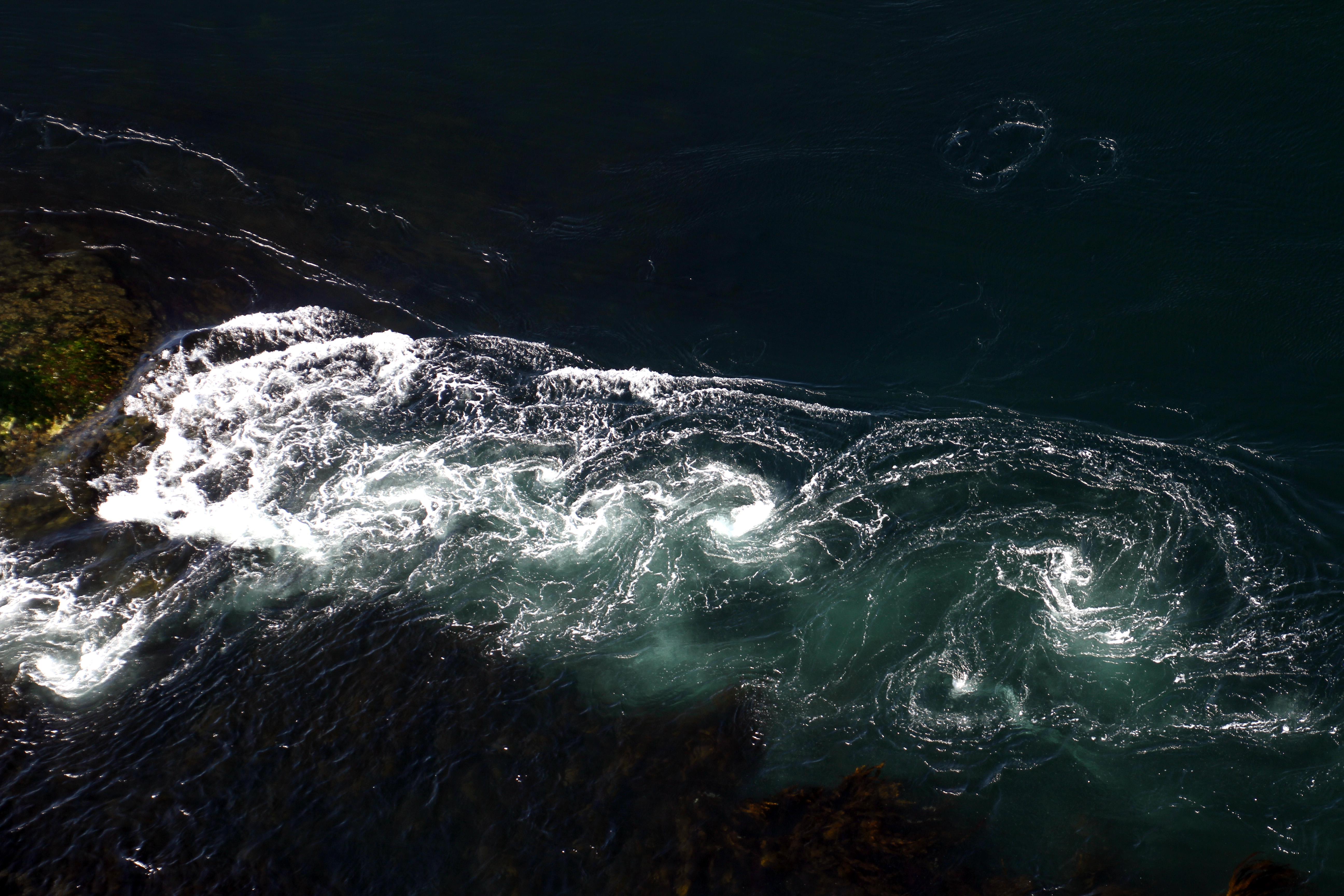
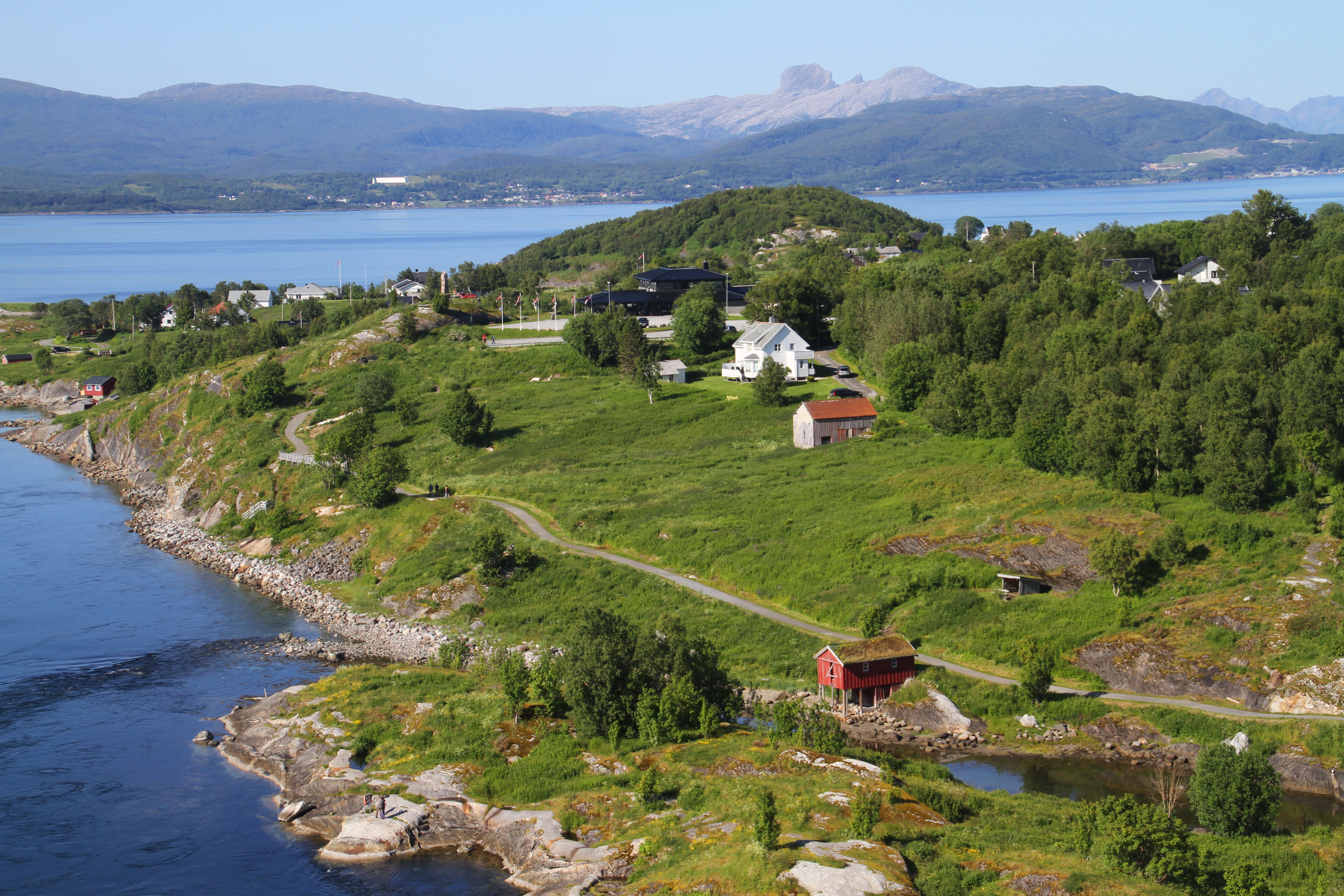
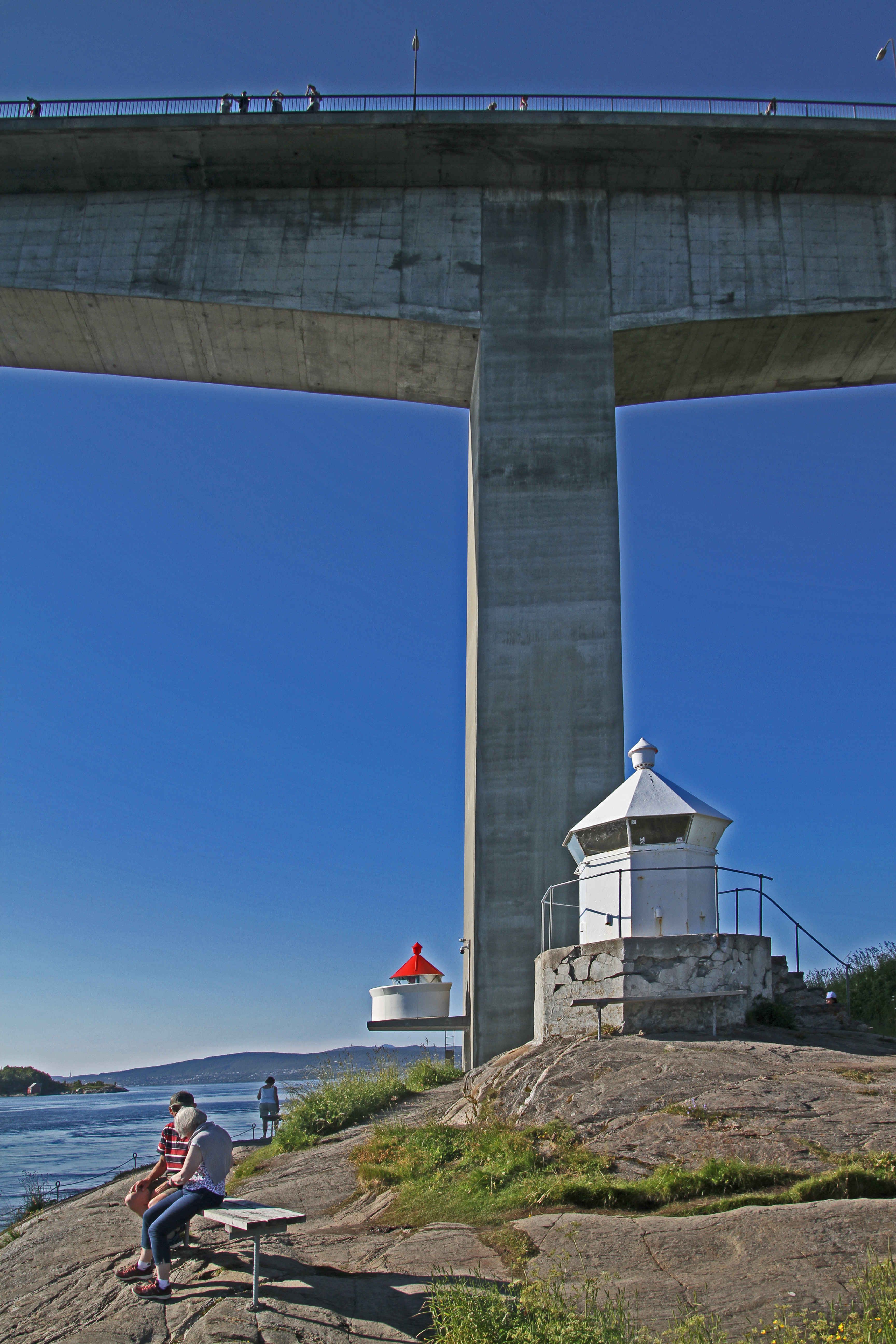